# Santa Cruz Cuauhtenco
Santa Cruz Cuauhtenco är en ort i Mexiko.   Den ligger i kommunen Zinacantepec och delstaten Mexiko, i den sydöstra delen av landet, 70 km väster om huvudstaden Mexico City. Santa Cruz Cuauhtenco ligger 2 803 meter över havet och antalet invånare är 6 674.
Terrängen runt Santa Cruz Cuauhtenco är kuperad söderut, men norrut är den platt. Runt Santa Cruz Cuauhtenco är det mycket tätbefolkat, med 2 028 invånare per kvadratkilometer. Närmaste större samhälle är Toluca, 9,1 km nordost om Santa Cruz Cuauhtenco. I omgivningarna runt Santa Cruz Cuauhtenco växer huvudsakligen savannskog.